# Junior Arias
Junior Gabriel Arias Cáceres (Montevideo, 7 de mayo de 1993) es un futbolista uruguayo. Juega como delantero en Palestino de la Primera División de Chile.

## Trayectoria

### Primera oportunidad en Liverpool
A comienzos del 2013 fue ascendido al primer equipo de Liverpool Fútbol Club, y debutó en Primera el 4 de mayo del mismo año ante Juventud, el partido terminó igualado 2 a 2. No lo tuvieron en cuenta para el primer semestre de la Temporada 2013/14, en el Apertura no estuvo presente en partido alguno. 

### Cesión a El Tanque Sisley
Para el Torneo Clausura del 2014 fue cedido a El Tanque Sisley por seis meses, con este equipo anotó su primer gol en la máxima categoría, frente a Juventud, en ese partido marcó un doblete y terminaron 4 a 0 de visitantes. Se destacó al convertir 5 goles en los primeros 6 partidos.

### Vuelta a Liverpool
Para la temporada 2014-15 volvió a Liverpool para jugar en la Segunda División. Se destacó con varios goles, incluyendo cinco anotaciones ante Plaza Colonia el 1 de noviembre de 2014, el partido terminó 7 a 1. Junior anotó 17 goles y brindó 9 asistencias en las primeras 20 fechas, pero luego bajó su rendimiento, no volvió a convertir goles, incluso no fue considerado por el técnico en varias oportunidades. Liverpool salió campeón y lograron el ascenso.
En el Torneo Apertura de 2015, ya en su vuelta a Primera División, recuperó su nivel y anotó 9 goles en los 14 partidos que estuvo presente. Luego del torneo, los clubes grandes de Uruguay, Peñarol y Nacional se interesaron por su ficha.
Mantuvo el nivel en el Torneo Clausura 2016, y se salvaron del descenso en la última fecha. Además, con 19 goles fue el máximo artillero del Campeonato Uruguayo de Fútbol 2015-16.

### Peñarol
El 5 de agosto de 2016, fue fichado por Peñarol.
Debutó en el club el 16 de agosto jugando frente a Sportivo Luqueño de Paraguay por la Copa Sudamericana 2016.
Logró su primer gol clásico el 5 de abril de 2017, jugaron contra Nacional en el Estadio Centenario y convirtió el tanto de apertura, fue su gol 50 como profesional.

### Talleres
Llega a Talleres de Córdoba a mediados del año 2017, el equipo compra el 33% del pase del jugador y este firma contrato por 3 temporadas.

### The Strongest
El jugador fue fichado por The Strongest el 2 de enero de 2023 para disputar la Primera División de Bolivia.
Debutó contra Lanús el 27 de agosto en la victoria 5 a 2 de la T, Junior Marcó el primer tanto de la goleada albiazul.

### San Martín de Tucumán
Para la temporada 2024 de la Primera Nacional, es anunciado como refuerzo de San Martín de Tucumán.Usando la dorsal 9 

## Selección nacional
El 21 de mayo de 2015 fue incluido en la lista preliminar de 30 jugadores para defender a la selección de Uruguay en los Juegos Panamericanos de Toronto.
El 17 de junio fue confirmado en la lista de 18 jugadores para defender a la Celeste en los Panamericanos que se realizarán en Canadá. Junior comenzó como titular, pero perdió el puesto al no rendir. De igual forma, estuvo presente en 4 oportunidades y Uruguay logró la medalla de oro luego de vencer a México en la final.

### Participaciones en juveniles
| Competición                  | Sede   | Resultado      | Partidos | Goles |
| ---------------------------- | ------ | -------------- | -------- | ----- |
| Juegos Panamericanos de 2015 | Canadá | Medalla de Oro | 4        | 0     |

### Detalles de partidos
| Con Uruguay Sub-22 | Con Uruguay Sub-22 | Con Uruguay Sub-22 | Con Uruguay Sub-22  | Con Uruguay Sub-22 | Con Uruguay Sub-22                  | Con Uruguay Sub-22 | Con Uruguay Sub-22 | Con Uruguay Sub-22 | Con Uruguay Sub-22 |
| N.º                | Rival              | Resultado          | Fecha               | Lugar              | Competencia                         | Goles              | Asistencias        | Ref.               |                    |
| ------------------ | ------------------ | ------------------ | ------------------- | ------------------ | ----------------------------------- | ------------------ | ------------------ | ------------------ | ------------------ |
| 1                  | Trinidad y Tobago  | 0:4 (0:3)          | 13 de julio de 2015 | Hamilton · Canadá  | Juegos Panamericanos Fase de grupos | -                  | -                  | 1                  |                    |
| 2                  | México             | 1:0 (0:0)          | 17 de julio de 2015 | Hamilton · Canadá  | Juegos Panamericanos Fase de grupos | -                  | -                  | 2                  |                    |
| 3                  | Paraguay           | 1:0 (0:0)          | 21 de julio de 2015 | Hamilton · Canadá  | Juegos Panamericanos Fase de grupos | -                  | -                  | 3                  |                    |
| 4                  | México             | 1:0 (1:0)          | 26 de julio de 2015 | Hamilton · Canadá  | Juegos Panamericanos Final          | -                  | -                  | 4                  |                    |

## Estadísticas

### Clubes
Actualizado hasta su último partido disputado el 18 de mayo de 2025.
| Club                         | Div.          | Temporada     | Liga  | Liga  | Liga   | Copas nacionales | Copas nacionales | Copas nacionales | Torneos internacionales | Torneos internacionales | Torneos internacionales | Total | Total | Total  | Media goleadora |
| Club                         | Div.          | Temporada     | Part. | Goles | Asist. | Part.            | Goles            | Asist.           | Part.                   | Goles                   | Asist.                  | Part. | Goles | Asist. | Media goleadora |
| ---------------------------- | ------------- | ------------- | ----- | ----- | ------ | ---------------- | ---------------- | ---------------- | ----------------------- | ----------------------- | ----------------------- | ----- | ----- | ------ | --------------- |
| Liverpool F. C. · Uruguay    | 1.ª           | 2012-13       | 4     | 0     | 1      | —                | —                | —                | —                       | —                       | —                       | 4     | 0     | 1      | 0.00            |
| Liverpool F. C. · Uruguay    | 2.ª           | 2014-15       | 23    | 17    | 9      | —                | —                | —                | —                       | —                       | —                       | 23    | 17    | 9      | 0.74            |
| Liverpool F. C. · Uruguay    | 1.ª           | 2015-16       | 29    | 19    | 2      | —                | —                | —                | —                       | —                       | —                       | 29    | 19    | 2      | 0.65            |
| Liverpool F. C. · Uruguay    | Total club    | Total club    | 56    | 36    | 12     | 0                | 0                | 0                | 0                       | 0                       | 0                       | 56    | 36    | 12     | 0.64            |
| El Tanque Sisley · Uruguay   | 1.ª           | 2013-14       | 15    | 6     | 3      | —                | —                | —                | —                       | —                       | —                       | 15    | 6     | 3      | 0.40            |
| El Tanque Sisley · Uruguay   | Total club    | Total club    | 15    | 6     | 3      | 0                | 0                | 0                | 0                       | 0                       | 0                       | 15    | 6     | 3      | 0.40            |
| C. A. Peñarol · Uruguay      | 1.ª           | 2016          | 15    | 5     | 1      | —                | —                | —                | 1                       | 0                       | 0                       | 16    | 5     | 1      | 0.31            |
| C. A. Peñarol · Uruguay      | 1.ª           | 2017          | 22    | 5     | 6      | —                | —                | —                | 6                       | 2                       | 1                       | 28    | 7     | 7      | 0.25            |
| C. A. Peñarol · Uruguay      | Total club    | Total club    | 37    | 10    | 7      | 0                | 0                | 0                | 7                       | 2                       | 1                       | 44    | 12    | 8      | 0.27            |
| C. A. Talleres (C) Argentina | 1.ª           | 2017-18       | 23    | 6     | 1      | 1                | 0                | 0                | —                       | —                       | —                       | 24    | 6     | 1      | 0.25            |
| C. A. Talleres (C) Argentina | 1.ª           | 2018-19       | 22    | 5     | 0      | 5                | 0                | 0                | 4                       | 0                       | 1                       | 31    | 5     | 1      | 0.16            |
| C. A. Talleres (C) Argentina | 1.ª           | 2019-20       | 1     | 0     | 0      | —                | —                | —                | —                       | —                       | —                       | 1     | 0     | 0      | 0.00            |
| C. A. Talleres (C) Argentina | Total club    | Total club    | 46    | 11    | 1      | 6                | 0                | 0                | 4                       | 0                       | 1                       | 56    | 11    | 2      | 0.20            |
| C. A. Banfield Argentina     | 1.ª           | 2019-20       | 18    | 2     | 1      | 1                | 0                | 0                | —                       | —                       | —                       | 19    | 2     | 1      | 0.10            |
| C. A. Banfield Argentina     | Total club    | Total club    | 18    | 2     | 1      | 1                | 0                | 0                | 0                       | 0                       | 0                       | 19    | 2     | 1      | 0.10            |
| C. A. Patronato Argentina    | 1.ª           | 2020          | —     | —     | —      | 13               | 4                | 0                | —                       | —                       | —                       | 13    | 4     | 0      | 0.31            |
| C. A. Patronato Argentina    | 1.ª           | 2021          | 25    | 5     | 0      | 10               | 0                | 0                | —                       | —                       | —                       | 35    | 5     | 0      | 0.14            |
| C. A. Patronato Argentina    | Total club    | Total club    | 25    | 5     | 0      | 23               | 4                | 0                | 0                       | 0                       | 0                       | 48    | 9     | 0      | 0.19            |
| Barracas Central Argentina   | 1.ª           | 2022          | 3     | 0     | 0      | 12               | 1                | 1                | —                       | —                       | —                       | 15    | 1     | 1      | 0.07            |
| Barracas Central Argentina   | Total club    | Total club    | 3     | 0     | 0      | 12               | 1                | 1                | 0                       | 0                       | 0                       | 15    | 1     | 1      | 0.07            |
| C. A. Atenas · Uruguay       | 2.ª           | 2022          | 11    | 2     | 0      | —                | —                | —                | —                       | —                       | —                       | 11    | 2     | 0      | 0.18            |
| C. A. Atenas · Uruguay       | Total club    | Total club    | 11    | 2     | 0      | 0                | 0                | 0                | 0                       | 0                       | 0                       | 11    | 2     | 0      | 0.18            |
| The Strongest · Bolivia      | 1.ª           | 2023          | 29    | 9     | 1      | 9                | 2                | 0                | 6                       | 0                       | 0                       | 44    | 11    | 1      | 0.25            |
| The Strongest · Bolivia      | Total club    | Total club    | 29    | 9     | 1      | 9                | 2                | 0                | 6                       | 0                       | 0                       | 44    | 11    | 1      | 0.25            |
| San Martín (T) Argentina     | 2.ª           | 2024          | 41    | 12    | 2      | 1                | 0                | 0                | —                       | —                       | —                       | 42    | 12    | 2      | 0.29            |
| San Martín (T) Argentina     | Total club    | Total club    | 41    | 12    | 2      | 1                | 0                | 0                | 0                       | 0                       | 0                       | 42    | 12    | 2      | 0.29            |
| C. D. Palestino · Chile      | 1.ª           | 2025          | 9     | 1     | 0      | 6                | 2                | 0                | 6                       | 1                       | 1                       | 21    | 4     | 1      | 0.19            |
| C. D. Palestino · Chile      | Total club    | Total club    | 9     | 1     | 0      | 6                | 2                | 0                | 6                       | 1                       | 1                       | 21    | 4     | 1      | 0.19            |
| Total carrera                | Total carrera | Total carrera | 290   | 93    | 27     | 58               | 9                | 1                | 23                      | 3                       | 3                       | 371   | 106   | 31     | 0.29            |
| 1. 2. 3.                     |               |               |       |       |        |                  |                  |                  |                         |                         |                         |       |       |        |                 |

### Selecciones
Actualizado al 26 de julio de 2015.
Último partido citado: Uruguay 1 - 0 México
| Sub-22 · Uruguay                                          | 2014/15       | 4 | 0 | - | - | 0 | 0 | 4 | 0 |
| Sub-22 · Uruguay                                          | Total sel.    | 4 | 0 | - | - | 0 | 0 | 4 | 0 |
| Total carrera                                             | Total carrera | 4 | 0 | - | - | 0 | 0 | 4 | 0 |
| (1)Incluidos los datos de los Juegos Panamericanos (2015) |               |   |   |   |   |   |   |   |   |

### Tripletes
| 1 | Plaza Colonia | 7:1 (2:0) | 1 de noviembre de 2014 | Estadio Belvedere Montevideo     | Segunda División 2014-15 | 16', 47', 67' (pen.), 77', 90+1' | 1 |
| 2 | Sud América   | 0:3 (0:2) | 9 de abril de 2016     | Casto Martínez Laguarda San José | Torneo Clausura 2016     | 29' (pen.), 32', 82' (pen.)      | 2 |

## Palmarés

### Títulos nacionales
| Título                      | Club            | País    | Año  |
| --------------------------- | --------------- | ------- | ---- |
| Segunda División de Uruguay | Liverpool F. C. | Uruguay | 2015 |
| Campeonato Uruguayo         | Peñarol         | Uruguay | 2017 |
| Primera División            | The Strongest   | Bolivia | 2023 |

### Títulos internacionales
| Título               | Club           | País   | Año  |
| -------------------- | -------------- | ------ | ---- |
| Juegos Panamericanos | Uruguay sub-22 | Canadá | 2015 |

### Distinciones individuales
| Distinción                                                                    | Año  |
| ----------------------------------------------------------------------------- | ---- |
| Jugador Yumbo del partido Defensor Sporting - Liverpool en el Torneo Clausura | 2016 |
| Máximo goleador del Campeonato Uruguayo (19 goles)                            | 2016 |
| Parte del equipo ideal del Campeonato Uruguayo para Referí                    | 2016 |
| Mejor jugador de la etapa del Campeonato Uruguayo - Fecha 10                  | 2016 |